# 어느 날 우리 집 현관으로 멸망이 들어왔다
《어느 날 우리 집 현관으로 멸망이 들어왔다》는 2021년 5월 10일부터 2021년 6월 29일까지 방송된 tvN 월화 드라마이다.

## 소개
사라지는 모든 것들의 이유가 되는 존재 ‘멸망’과 사라지지 않기 위해 목숨을 건 계약을 한 인간 ‘탁동경’의 아슬아슬한 목숨담보 판타지 로맨스.

## 제작진

### 제작사
- 스튜디오앤뉴

### 연출
- 권영일 : ( tvN 월화 드라마 《(아는 건 별로 없지만) 가족입니다》(연출), tvN 수목 드라마 《검색어를 입력하세요 WWW》(공동연출) 연출 )

### 극본
- 임메아리 ( JTBC 월화 드라마 《뷰티 인사이드》(각색) 집필 )

## 등장 인물

### 주요 인물
- 박보영 : 탁동경 (28세) 역 (아역 이예서) - 라이프스토리 웹소설 편집팀 주임, 수자의 조카. 선경의 누나.
- 서인국 : 멸망 (나이 미상) 역 - 그는 빛과 어둠 사이에서 태어났다, 빛의 마지막 자리, 어둠의 첫 번째 자리.
- 이수혁 : 차주익 (33세) 역 - 라이프스토리 웹소설 편집팀장
- 강태오 : 이현규 (29세) 역 - 카페 사장, 지나의 전연인.
- 신도현 : 나지나 (29세) 역 - 웹소설 작가, 현규의 전연인. 필명 이현.

### 라이프 스토리
- 송진우 : 박창신 역
- 송주희 : 조예지 역
- 박태인 : 박정민 역

### 라이프 스토리 작가
- 이승준 : 정당면 역 - 본명 정승준, 동경의 주치의
- 허재호 : 지조킹 역
- 남다름 : 귀공자 역 (특별출연)
- 오연아 : 달고나 역
- 손우현 : 시베리아 역

### 동경의 주변인물
- 이상혁 : 탁선경 (25세) 역 -

동경의 남동생, 수자의 조카. 취준생.
- 우희진 : 강수자 (48세) 역 - 인생 모토가 올인.

동경과 선경의 이모

### 멸망의 주변인물
- 정지소 : 소녀신 역 (특별출연)

### 그 외 인물
- 홍인 : 자살 시도하는 살인마 역
- 미상 : 동경의 부모 역

### 특별 출연
- 한예리 : 환자 역
- 김지석 : 조대한 역 - 동경의 전 남자친구, 유부남.
- 권수현 : 건희 역 - 동경이랑 소개팅하는 남자.

## 시청률
최저 시청률과 최고 시청률은 시청률 조사회사와 지역별로 시청률에 차이가 있을 수 있습니다.
| 2021년 | 2021년   | 2021년         | 2021년       |
| 회차   | 방송일자 | AGB 시청률     | AGB 시청률   |
| 회차   | 방송일자 | 대한민국(전국) | 서울(수도권) |
| ------ | -------- | -------------- | ------------ |
| 제1회  | 5월10일  | 4.118%         | 4.238%       |
| 제2회  | 5월11일  | 4.422%         | 4.926%       |
| 제3회  | 5월17일  | 3.952%         | 4.521%       |
| 제4회  | 5월18일  | 3.194%         | 3.390%       |
| 제5회  | 5월24일  | 3.384%         | 3.863%       |
| 제6회  | 5월25일  | 3.343%         | 4.066%       |
| 제7회  | 5월31일  | 3.297%         | 3.702%       |
| 제8회  | 6월1일   | 2.789%         | 3.371%       |
| 제9회  | 6월7일   | 2.505%         | 2.922%       |
| 제10회 | 6월8일   | 2.473%         | 2.714%       |
| 제11회 | 6월14일  | 2.517%         | 2.894%       |
| 제12회 | 6월15일  | 2.351%         | 2.318%       |
| 제13회 | 6월21일  | 2.899%         | 3.511%       |
| 제14회 | 6월22일  | 2.521%         | 2.947%       |
| 제15회 | 6월28일  | 2.334%         | 2.865%       |
| 제16회 | 6월29일  | 2.340%         | 2.630%       |

## 같이 보기
- 대한민국의 텔레비전 드라마 목록 (ㅇ)
- 2021년 대한민국의 텔레비전 드라마 목록